# 10,5 cm Leichtgeschütz 42
10,5 cm Leichtgeschütz 42, сокращённо 10,5 cm LG 42 (10,5-см безоткатная пушка образца 1942 года) — немецкая 105-мм безоткатная пушка, состоявшая на вооружении вермахта и использовавшаяся во время Второй мировой войны.

## Создание
Успех 7,5 см LG 40 в операции «Меркурий» в 1941 году побудил немцев продолжить развитие безоткатных орудий в больших калибрах. Фирма Krupp разработала и ввела в эксплуатацию 10,5 cm LG 40 ещё в 40-х годах, но Рейнметалл создавал 10,5 cm LG 42 в больших количествах.
|      | 1 | 2  | 3  | 4  | 5  | 6  | 7 | 8 | 9  | 10 | 11 | 12 | Всего |
| ---- | - | -- | -- | -- | -- | -- | - | - | -- | -- | -- | -- | ----- |
| 1941 |   | 4  | 10 | 16 | 30 | 24 |   |   |    |    |    |    | 84    |
| 1942 | 9 | 4  | 22 | 30 | 40 | 9  | 1 |   | 10 |    | 1  |    | 126   |
| 1943 |   | 29 | 23 |    | 24 | 3  |   |   |    | 20 |    |    | 99    |
| 1944 |   |    |    |    |    |    |   |   |    |    |    |    | 158   |

На 1 января 1942 года в Вермахте состояло 93 орудия. К ноябрю 1942 года их числилось 97 штук. Затем орудия были отправлены на модернизацию ("Sämtliche Geräte zum Umbau zurück"). К 1 декабря 1943 года их числилось 95 штук.

## Описание
10,5 cm LG 42 — это в основном увеличенная и улучшенная версия 75-мм LG 40. Как и у всех немецких 105-мм безоткатных пушек, она имеет несколько модификаций: LG 42/1 была построена с использованием лёгких сплавов в шасси, однако в LG 42/2 сплавы были заменены обычной сталью, т.к лёгкие сплавы стали слишком ценны под конец войны. Обе модификации можно разобрать на 4 части для парашютных операций.

## Боевое применение
На 1 июня 1941 года в войсках числилось 60 орудий. Спустя год — 93, а с учетом переданных в войска SS — 149. Расчёты LG 42, в отличие от расчётов LG 40, объединяли в независимые артиллерийские батареи и дивизионы. К ним относятся батареи 423—426, 429, 433, 443, большинство из которых позднее были включены в Leichtgeschütze-Abt. (батальоны лёгких орудий) 423 и 424. Пушки использовались в Арктике и в Центральной России.